# Liste der kambodschanischen Botschafter in Osttimor

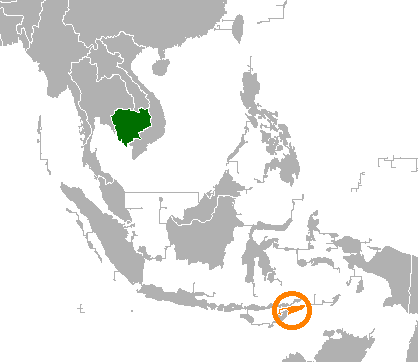
Kambodscha (grün) und Osttimor (orange)

Diese Liste führt die kambodschanischen Botschafter in Osttimor auf.

## Hintergrund
Kambodscha und Osttimor nahmen am 29. Juli 2002 diplomatische Beziehungen auf. Der Sitz der Botschaft befiand sich bis 2025 im indonesischen Jakarta. Mit der Übergabe der Akkreditierung von Botschafter Chun Sovannarith am 29. April 2025 wurde die kambodschanische Botschaft in Dili eröffnet.

## Liste der Botschafter
| Name             | Amtszeit   | Anmerkungen                                  |            |
| Kambodscha       | Kambodscha | Kambodscha                                   | Kambodscha |
| ---------------- | ---------- | -------------------------------------------- | ---------- |
| ?                |            |                                              |            |
| Iv Heang         | 2021–2024  | Akkreditierung: 11. November 2021            |            |
| Tean Samnang     | 2024–2025  | Akkreditierung in Osttimor: 19. Februar 2024 |            |
| Chun Sovannarith | seit 2025  | Akkreditierung in Osttimor: 29. April 2025   |            |